# Beaverhead-Deerlodge National Forest
Der Beaverhead-Deerlodge National Forest ist mit einer Gesamtfläche von 13.588,64 km² der größte National Forest in Montana. Wie alle National Forests ist er im Bundesbesitz und wird intensiv forstwirtschaftlich genutzt.
Innerhalb des Schutzgebietes gibt es diverse Freizeit- und Erholungsangebote. Neben mehreren Campingplätzen bietet der Wald viele Gelegenheiten zum Angeln und für die Jagd. Die diversen Seen und Flüsse sind beliebte Plätze für Wassersport. Im Bereich des Waldes liegen mehrere Geisterstädte, welche teilweise zur Touristenattraktion hergerichtet wurden.

## Flora und Fauna
Das Gebiet umfasst Wälder, Grasland und Berglandschaften. Mit einer maximalen Erhebung von 3.400 m bietet es ein vielfältiges Landschaftsbild. 
Es lassen sich über 2.000 verschiedene Pflanzenarten im Schutzgebiet nachweisen. Die Wälder werden von Gelb-Kiefern und diversen Arten von Fichten, Tannen und Wacholder dominiert. Rund ein Drittel des Schutzgebietes ist nicht von Wäldern bewachsen. Hier kommen vor allem Pflanzen der Gattung Artemisia und Süßgräser vor. Stellenweise können sogar Kakteengewächse gefunden werden.
Hier leben zudem etwa 246 Vogelarten, 85 Säugetierarten und 15 Reptilien- und Amphibienarten. So können im Schutzgebiet Wölfe, Grizzlybären, Weißkopf-Seeadler, oder Luchse beobachtet werden.

## Schutzgebiete innerhalb des Waldes
Zum Beaverhead-Deerlodge National Forest gehören zwei Totalreservate, die als Wilderness Area ausgezeichnet sind:
- Anaconda-Pintler Wilderness (Gehört teilweise auch zum Bitterroot National Forest).
- Lee Metcalf Wilderness (Gehört größtenteils zum Gallatin National Forest).

Mit dem Lemhi Pass liegt ebenfalls ein National Historic Landmark im Schutzgebiet.

## Geschichte
1805 erblickte die Lewis-und-Clark-Expedition am Lemhi Pass in den Beaverhead Mountains erstmals das Wasser des Columbia River und hatte somit den Westen der Vereinigten Staaten erreicht.
Am 1. Juli 1908 ließ Präsident Theodore Roosevelt die Verwaltungsstrukturen des Beaverhead und des Deaelodge National Forest einrichten. Vor allem im Gebiet des Beaverhead National Forest wollte man so der fortschreitenden Umweltverschmutzung durch die Anaconda Copper Mining Company entgegentreten. Die beiden Waldgebiete wurden zuerst getrennt voneinander verwaltet. 1996 wurden sie zum Beaverhead-Deerlodge National Forest zusammengelegt.

## Bilder

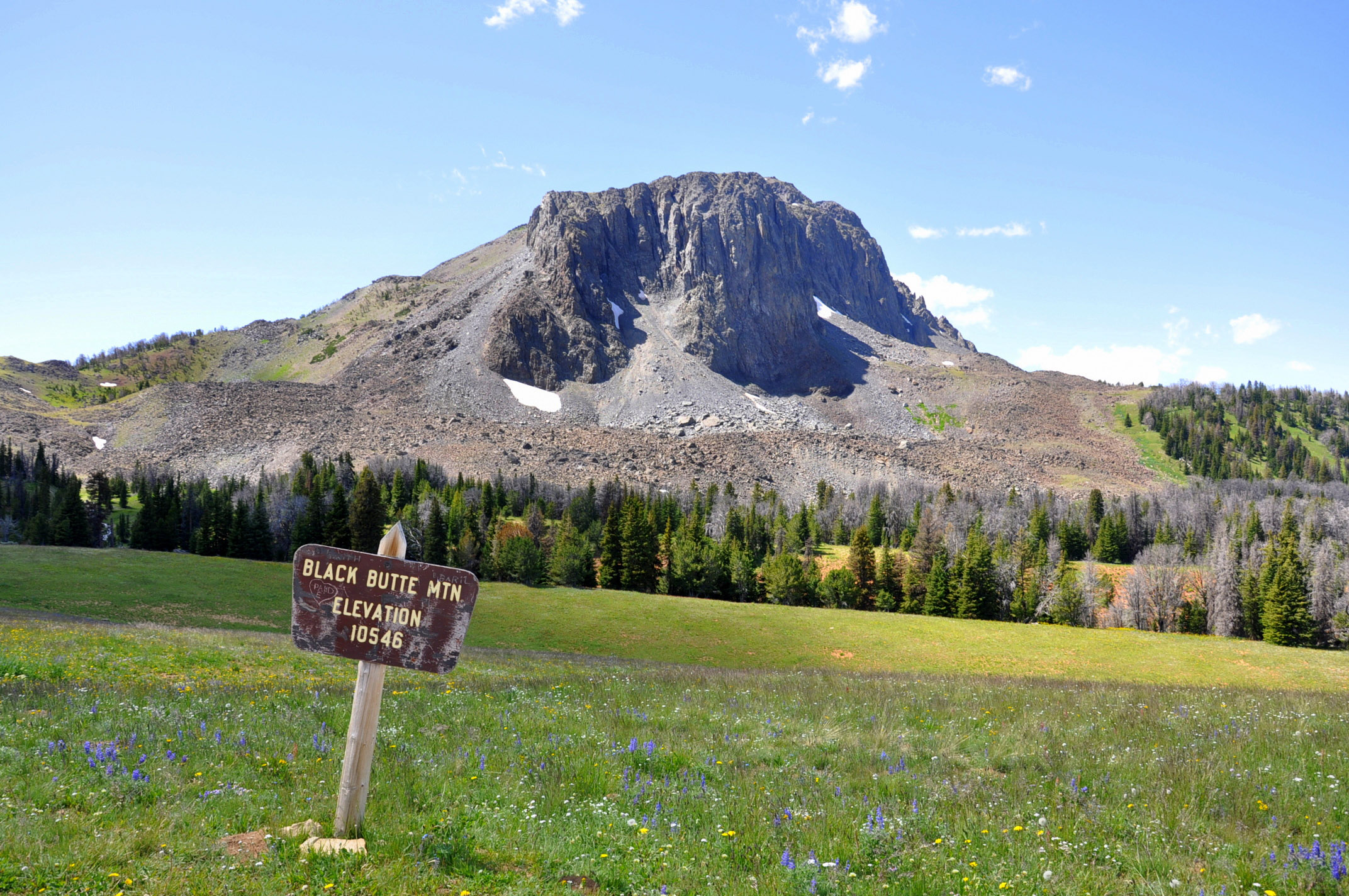
Der Berg Black Butte
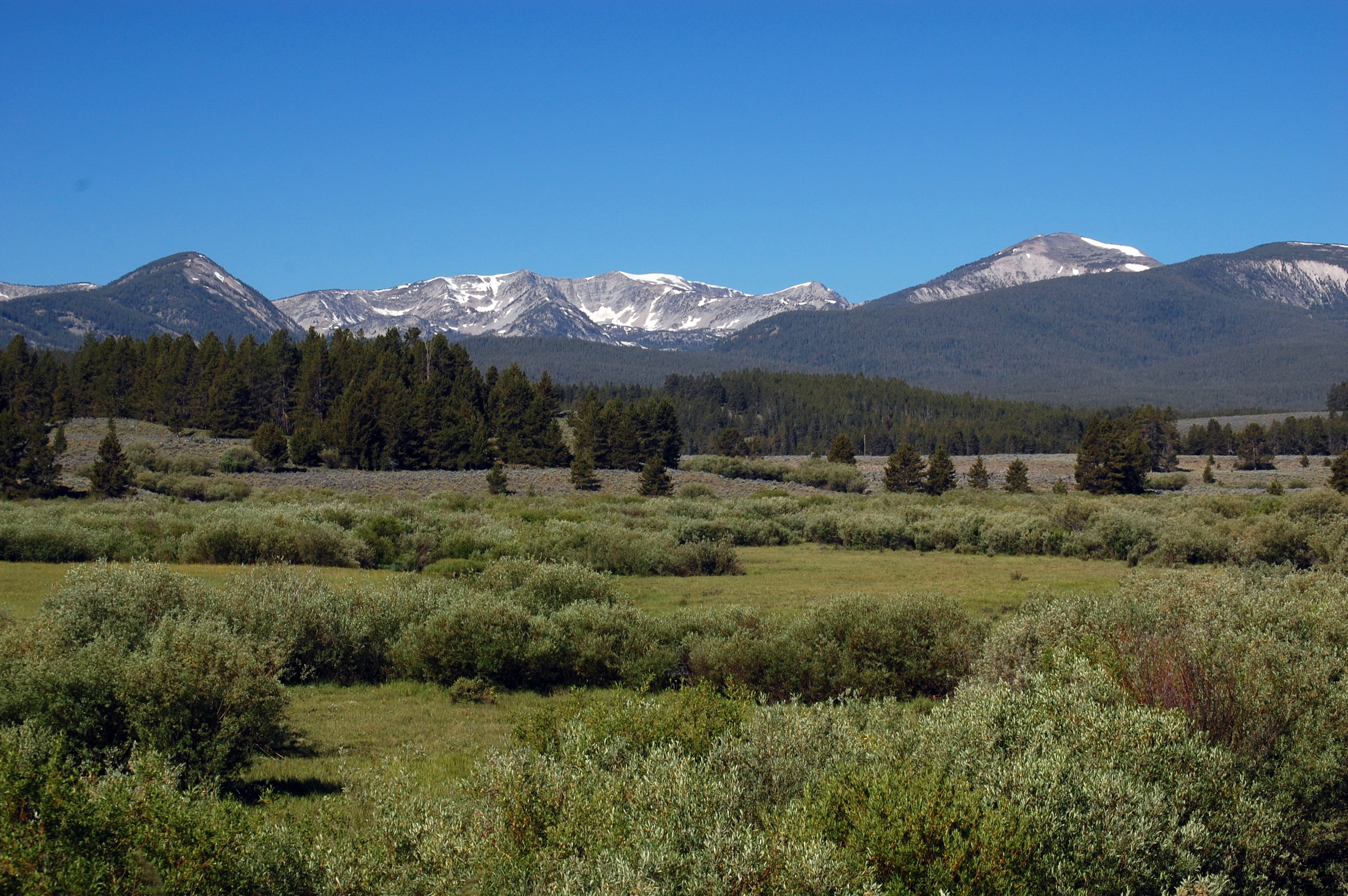
Big Hole Valley
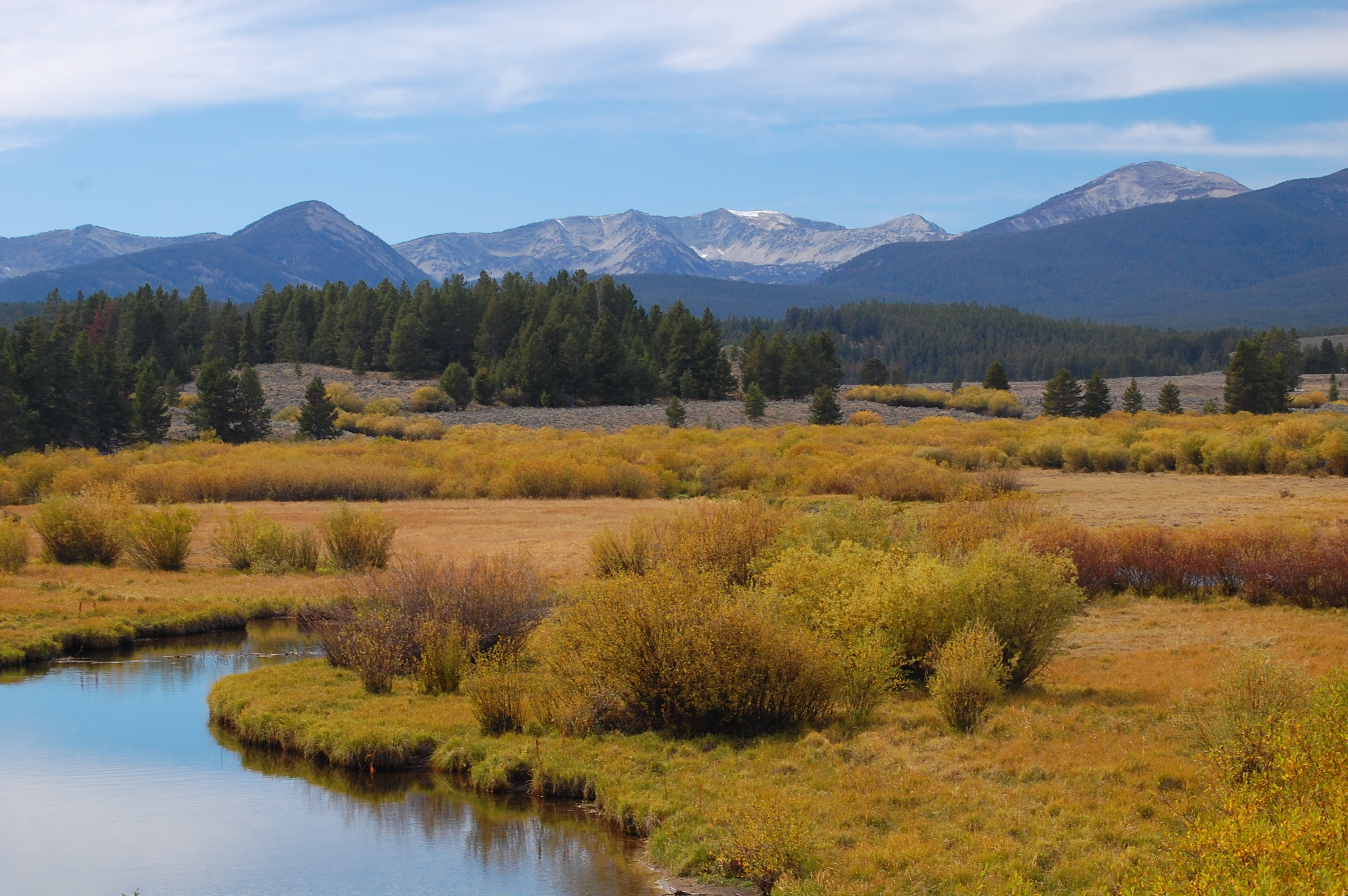
Blick auf einen Teil des National Forest
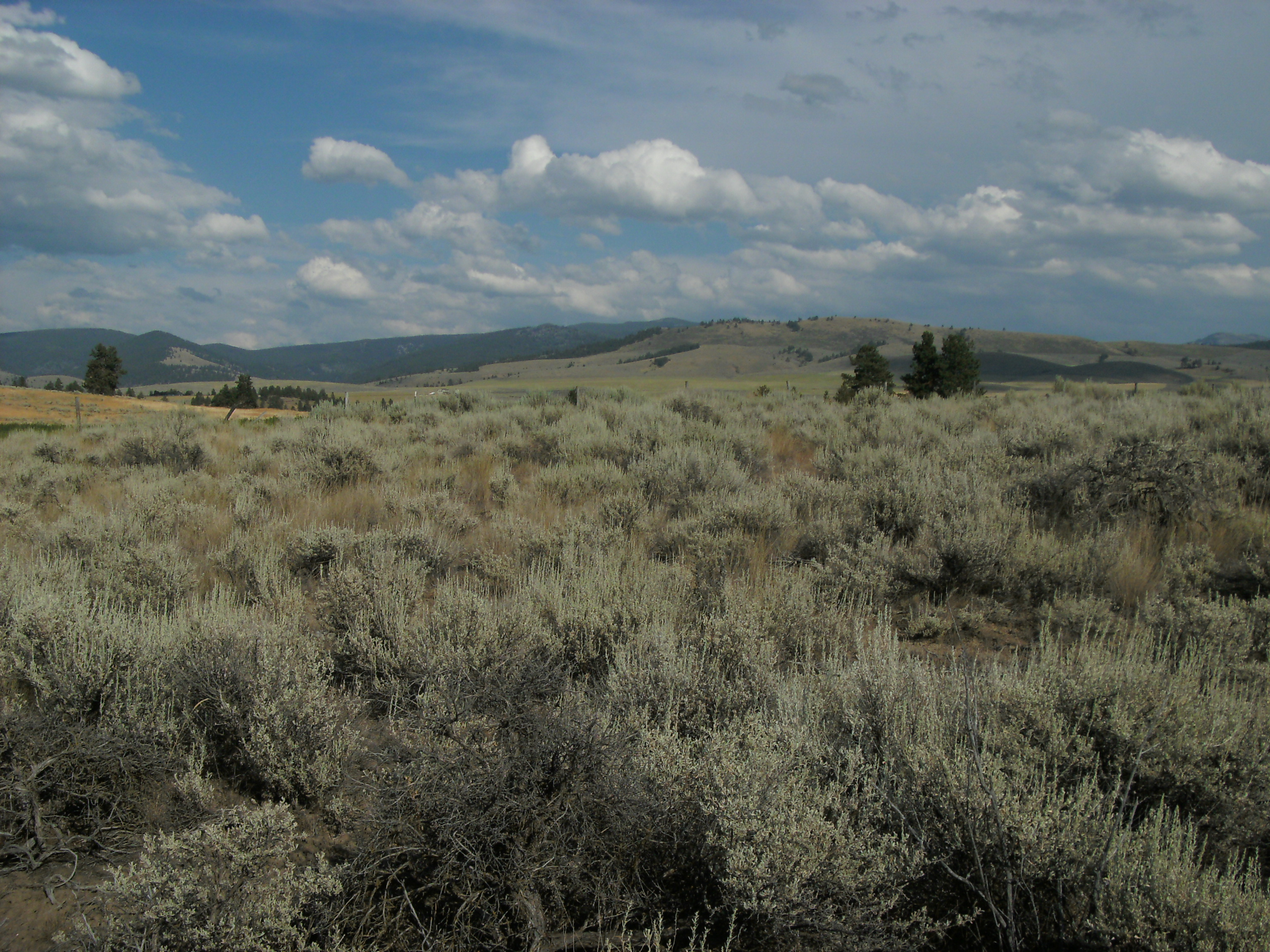
Ausläufer der Saphire Mountains
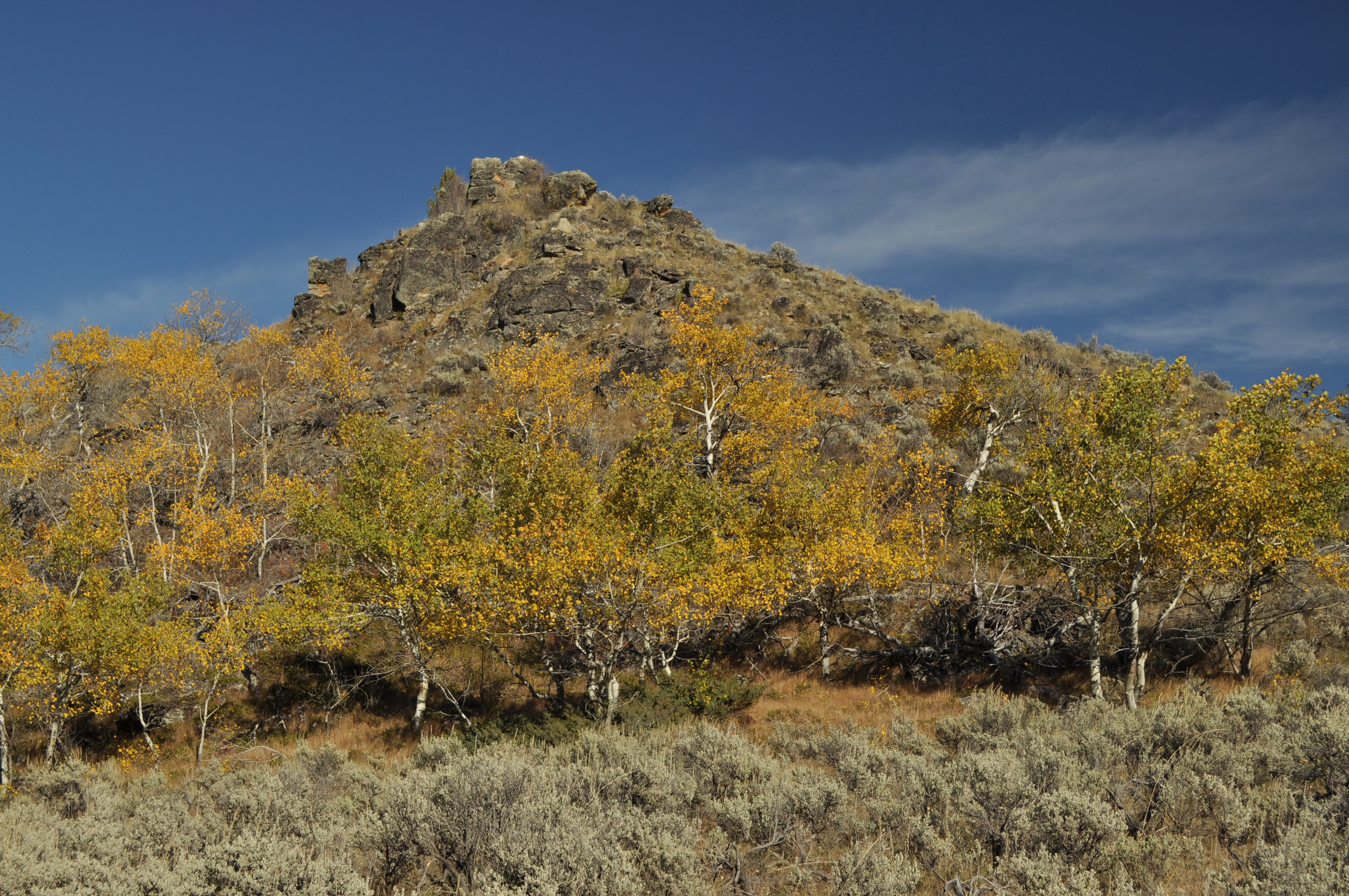
Herbst im National Forest
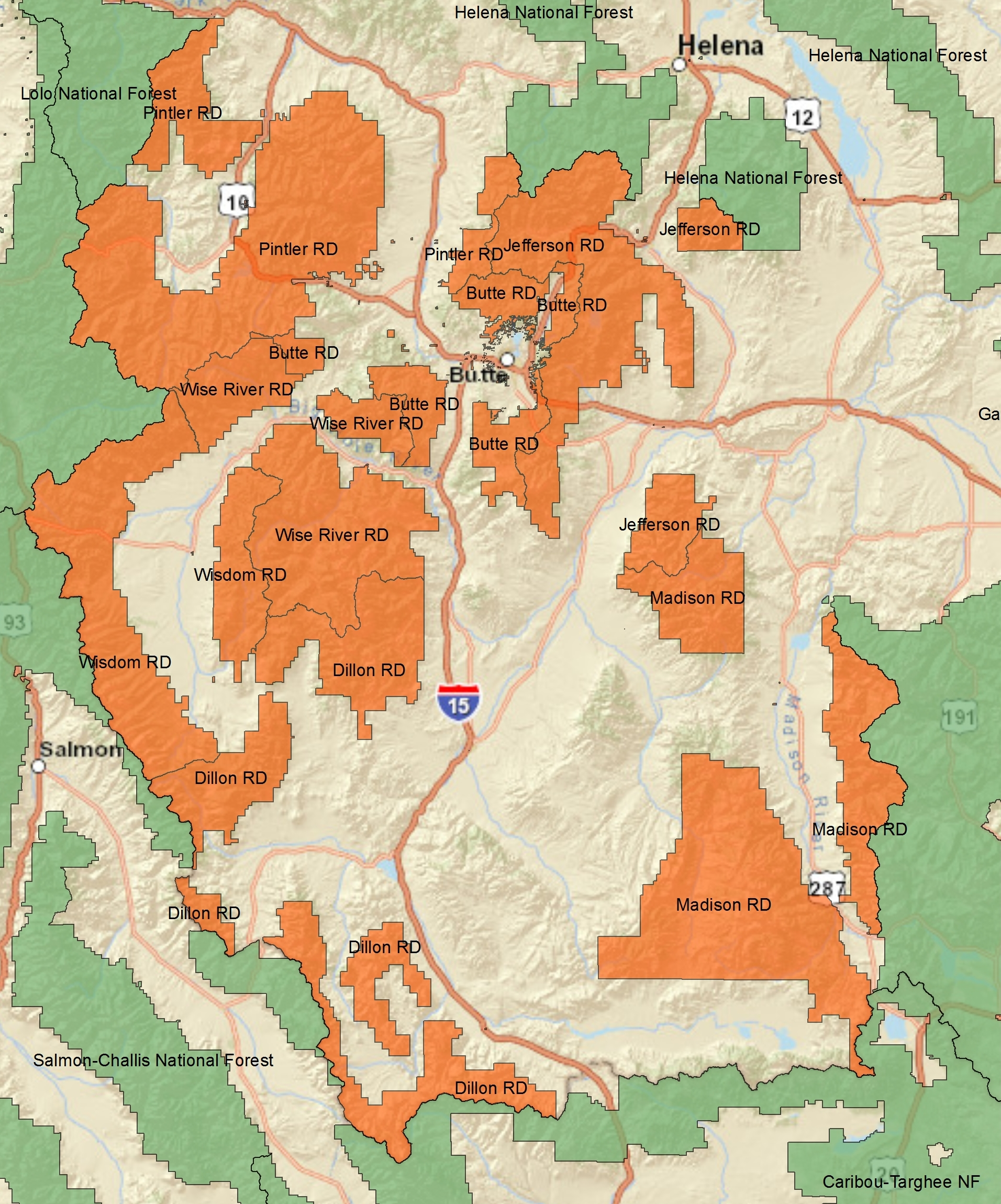
Karte des National Forest